# Sirystes albocinereus
El mosquero culiblanco (Syristes albocinereus), también denominado atrapamoscas de rabadilla blanca, atrapamoscas silbador (en Colombia), siristes lomiblanco (en Ecuador), siristes de lomo blanco (en Perú) o atrapamoscas silbón (en Venezuela), es una especie de ave paseriforme de la familia Tyrannidae perteneciente al género Sirystes. Es nativa del noroeste y oeste de América del Sur, a oriente de los Andes. Este género era monotípico hasta mayo de 2014 en que algunas subespecies de Sirystes sibilator, con base en diferencias de vocalización y morfológicas, fueron separadas y elevadas al rango de especies.

## Distribución y hábitat
Se distribuye desde el suroeste de Venezuela (sureste de Portuguesa hasta el sureste de Táchira), por el este de Colombia (localmente hasta cerca de la base de los Andes desde el oeste de Arauca hasta Putumayo), este de Ecuador, este de Perú, oeste de Brasil (suroeste de  Amazonas, Acre) hasta el norte de Bolivia (al sur hasta La Paz, Cochabamba y norte de Santa Cruz).
Esta especie es considerada poco común a localmente común en Venezuela, Colombia y Ecuador, más abundante en Perú y oeste de Brasil, en sus hábitats naturales: el dosel y los bordes de selvas húmedas, incluyendo bosques secos y semi caducifolios en el norte de Bolivia, abajo de los 550 m de altitud en la mayor parte de su zona, pero hasta los 700 m en el este de Perú.

## Sistemática

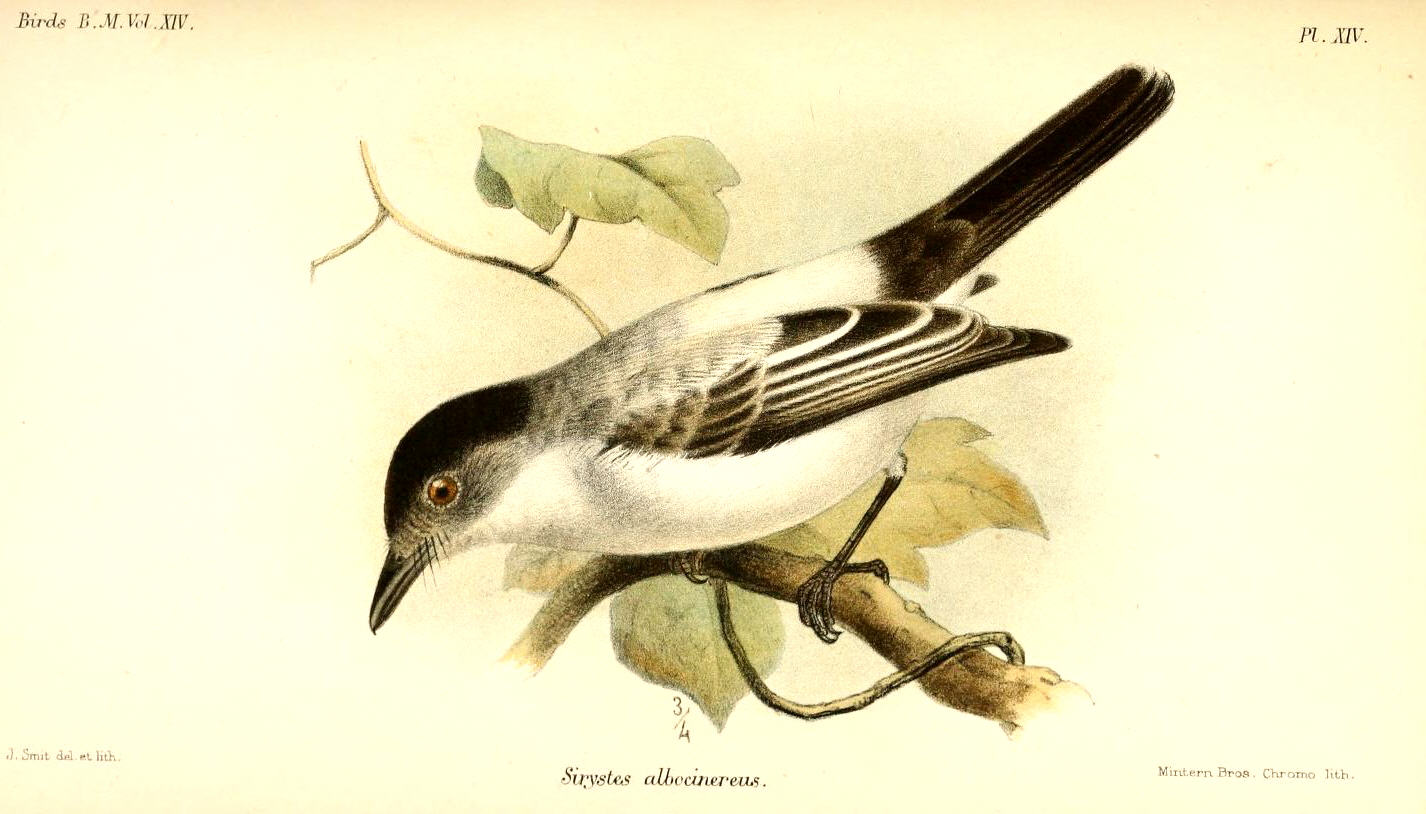
Sirystes albocinereus, ilustración de Smit para SirystesAlbocinereusSmit.jpg, 1888.

### Descripción original
La especie S. albocinereus fue descrita por primera vez por los zoólogos británicos Philip Lutley Sclater y Osbert Salvin en 1880 bajo el nombre científico Syristes (error) albocinereus; su localidad tipo es: «alto Amazonas; Sarayacu, Ecuador».

### Etimología
El nombre genérico femenino «Sirystes» deriva del griego «suristēs» que significa ‘gaitero’; y el nombre de la especie «albocinereus», se compone de las palabras del latín «albus» que significa ‘blanco’, y «cinereus» que significa ‘ceniciento’.

### Taxonomía
Los taxones S. sibilator albocinereus  y S. sibilator subcanescens fueron tradicionalmente tratados como subespecies de S. sibilator. En mayo de 2014, con base principalmente en diferencias de vocalización discutidas en Donegan (2013), el Comité de Clasificación de Sudamérica (SACC), en la Propuesta 610 (B) reconoció la elevación de la presente y Sirystes subcanescens al rango de especies plenas. Es monotípica.